# Charops hersei
Charops hersei là một loài tò vò trong họ Ichneumonidae.